# Гай Мемий (трибун 89 пр.н.е.)
Вижте пояснителната страница за други личности с името Гай Мемий.
Гай Мемий (на латински: Gaius Memmius Lucii filius Galeria tribu) е политик на Римската република. Произлиза от фамилията Мемии от триба Галерия.
През 89 пр.н.е. той е народен трибун. Тази година завършва Съюзническата война и италиките, южно от река По получават римско гражданство (civitas Romana) чрез закона Lex Plautia Papiria, a жителите северно от По получават латинско гражданско право чрез закона Lex Pompeia de Transpadanis на консула Гней Помпей Страбон. Другият консул тази година е Луций Порций Катон, който пада убит в боевете с марсите.
В 81 пр.н.е. се жени за Помпея, която е сестра на Помпей Велики. Двамата нямат деца.
Той е пропретор на Сицилия. През 76 пр.н.е. служи като квестор по време на войната на Помпей против Квинт Серторий в Испания. Помпей идва през 76 пр.н.е. в Испания с 30 000 души.
Гай Мемий е убит при тежка битка близо до Сагунтум през 76 или 75 пр.н.е.